# محمد الزروق رجب
محمد الزروق رجب (مواليد 1940). أمين اللجنة الشعبية العامة في ليبيا في الفترة ما بين (15 فبراير 1984 - 3 مارس 1986). خلفه في المنصب جاد الله عزوز الطلحي.
تولى أيضاً منصب أمين الخزانة (1977-1981)، وكذلك تولى أكثر من مرة منصب محافظ مصرف ليبيا المركزي.